# Horní Řasnice
Horní Řasnice là một làng thuộc huyện Liberec, vùng Liberecký, Cộng hòa Séc.